# Matthew Warchus
Matthew Warchus (Rochester, 24 ottobre 1966) è un regista, direttore artistico e sceneggiatore britannico.
È conosciuto soprattutto per i film Pride del 2014 per cui ebbe la nomination al Golden Globe per il miglior film commedia o musicale e per Inganni pericolosi del 1999. È direttore artistico dell'Old Vic di Londra dal settembre 2015.
È sposato con l'attrice Lauren Ward.

## Filmografia
- Inganni pericolosi (Simpatico) (1999)
- Pride (2014)
- Matilda (2022)